# Aserca Airlines
Aserca Airlines fue una empresa venezolana dedicada al servicio de transporte aéreo de pasajeros, la cual alcanzó a ofrecer más de 485 vuelos semanales. Su oferta de servicio se veía complementada por amplios itinerarios que satisfacían la demanda del viajero de negocios o de placer que requirieran flexibilidad de horarios y variedad de destinos.
Esta empresa aérea venezolana, tuvo 25 años prestando servicios comerciales en Venezuela.
La aerolínea atendía diversos destinos nacionales e internacionales manteniendo cerca de 250 vuelos semanales, su principal destino era el Aeropuerto Internacional Arturo Michelena, que sirve a la ciudad de Valencia (Venezuela). Desde ahí, cubría tres destinos internacionales además de una decena de destinos nacionales.
Actualmente por órdenes del Instituto Nacional de Aeronautica Civil (o INAC por sus siglas) se encuentra suspendida hasta por irregularidades con sus aeronaves, falta de pagos del seguro (por el estricto control cambiario), entre otras irregularidades.
La aerolínea cerró definitivamente sus operaciones el 22 de mayo de 2018.

## Historia
El 6 de marzo de 1968, un grupo de empresarios valencianos inicia una pujante empresa de transporte aéreo de particulares llamada Aero Servicios Carabobo C.A.
Posteriormente, el 27 de julio de 1990, el empresario valenciano Simeón García, adquiere la totalidad de las acciones y decide orientarla al transporte aéreo de pasajeros.
El 14 de septiembre de 1992 la aerolínea realiza su primer vuelo, en la ruta Valencia - Puerto Ordaz con un DC9-30, llamado El Pilar con el Cap. José A. Azpúrua y el cap. Agustín Hernández y el 27 de noviembre de 1997 adquiere su segunda aeronave, y pasa a denominarse Aserca Airlines.
En 1995 absorbe algunos empleados que quedaron cesantes tras la quiebra de Aeropostal (la cual en 1998 sería reflotada).
El día 22 de mayo de 2018 la aerolínea anuncia el cese definitivo de sus operaciones por quiebra financiera luego de entregar su Certificado de Explotación de Servicio Público de Transporte Aéreo (AOC).

## Expansión
En septiembre de 2008, la aerolínea creó una alianza comercial con la línea SBA airlines, antiguamente llamada Santa Bárbara Airlines, también de Venezuela, con quien emprende la expansión internacional a través la llamada ahora SBA Airlines, unificando la imagen corporativa de ambas aerolíneas y coordinando sus respectivos itinerarios para mejorar sus tiempos de conexión entre los vuelos de ambas aerolíneas, para facilitar conexiones entre los destinos nacionales de Aserca con destinos internacionales de SBA Airlines. Por otro lado colabora con la aerolínea Dominicana PAWA y en febrero de 2016 la alianza ahora llamada Grupo Cóndor C.A. anunció la compra de la Línea Turística Aereotuy. Las aeronaves McDonnell Douglas DC-9 estuvieron siendo reemplazadas por aeronaves McDonnell Douglas MD-82 y McDonnell Douglas MD-83 como plan de expansión y tuvo planes en 2012 de adquirir McDonnell Douglas MD-87 de la aerolínea ex-Aeromexico los cuales esperaban pudieran entrar en servicio en 2014.

## Flota
La aerolínea SBA Airlines le cedió su flota de MD80 a Aserca Airlines.

## Destinos
Hasta su suspensión operó un total de 11 destinos y 8 rutas en 4 países, así:
 Venezuela (8 destinos, 5 rutas)
- Barcelona,     Aeropuerto Internacional General José Antonio Anzoátegui
- Barquisimeto, Lara / Aeropuerto Internacional Jacinto Lara
- Caracas, Distrito Capital / Aeropuerto Internacional de Maiquetía Simón Bolívar (Hub)
- El Vigía, Mérida  /  Aeropuerto Internacional Juan Pablo Pérez Alfonso   (Suspendido)
- Las Piedras, Falcón / Aeropuerto Internacional Josefa Camejo
- Maracaibo, Zulia / Aeropuerto Internacional de La Chinita
- Maturín, Monagas / Aeropuerto Internacional José Tadeo Monagas
- Puerto Ordaz, Bolívar / Aeropuerto Internacional Manuel Piar
- Santo Domingo del Táchira / Aeropuerto mayor buenaventura vivas
- San Antonio del Tachira / Aeropuerto Cipriano Castro

 Aruba (1 destino, 1 ruta)
- Oranjestad / Aeropuerto Internacional Reina Beatriz

 Curazao (1 destino, 1 ruta)
- Willemstad / Aeropuerto Internacional Hato

 República Dominicana (1 destino, 1 ruta)
- Santo Domingo / Aeropuerto Internacional de Las Américas

## Accidentes e incidentes menores
- El 10 de julio de 2000, un DC-9 denominado "Virgen del Valle" aterrizó sin tren delantero en el Aeropuerto Internacional Jacinto Lara de Barquisimeto.[7]

- El 6 de noviembre de 2005, un DC-9 debió retornar de emergencia al Aeropuerto Internacional de La Chinita luego de despegar con destino a Maiquetía, al presentar una despresurizacion.[8]

- El 27 de enero de 2006, un DC-9 con 125 pasajeros aterriza de emergencia en el Aeropuerto Internacional General José Antonio Anzoátegui de Barcelona debido a que se produjo un incendio en uno de los motores.[9]

- El 5 de diciembre de 2006, un DC-9 fue devuelto al Aeropuerto Internacional Manuel Piar de Puerto Ordaz por fallas hidráulicas.[10]

- El 11 de abril de 2007, un DC-9 aterrizó de emergencia en el Aeropuerto Internacional de Santo Domingo después de haber despegado de éste con destino al Aeropuerto Internacional de Maiquetía Simón Bolívar, por presentar problemas en uno de los motores, según informaron las autoridades oficiales.[11]

- El 12 de febrero de 2008, un DC-9-30 se accidentó en una de las pistas del Aeropuerto Internacional de Maiquetía Simón Bolívar, Maiquetía, Venezuela, la aeronave salió del hangar con motores encendidos y aparentemente no pudo frenar ni girar, en tierra se cruzó con la pista 09 deteniéndose al caer en una canal en la zona entre la pista 09 y la Foxtrot, antes de llegar a la pista 10L.[12]

- El 15 de mayo de 2009 a las 7:30 de la noche, un DC-9, matrícula YV243T, con rumbo al Aeropuerto Internacional de Maiquetía Simón Bolívar debió regresado a Barcelona por despresurización de cabina.[13]

- El 15 de junio de 2009,[14] una aeronave efectuó un aterrizaje de emergencia en la ciudad de Barquisimeto, aparentemente, por falla en uno de los motores. No se registraron víctimas.

En diciembre de 2009 un DC9 de Aserca aterrizó de emergencia por fallas en el tren de aterrizaje.
- El 20 de agosto de 2011, el vuelo 714 tuvo problemas con el control de dirección del tren delantero, después de aterrizar en el aeropuerto de Barquisimeto, el avión fue remolcado hasta la terminal. Ninguno de los pasajeros sufrió lesiones.

- El 31 de agosto de 2011, el vuelo 774 proveniente de Maiquetía con destino a Maturín aterrizó de emergencia en el Aeropuerto Internacional de Oriente General José Antonio Anzoátegui por presentar una falla en el motor derecho durante el vuelo.[15]

- El 2 de septiembre de 2011, un avión DC-9, vuelo 752, retornó de emergencia al aeropuerto de Maiquetía por falla en el motor derecho.[16]

- El 26 de septiembre de 2011, un DC-9 de siglas YV-371T, con 90 pasajeros a bordo, salió de Puerto Ordaz y fue devuelto tras detectarse presencia de humo en la cabina de la aeronave.[17]

- El 27 de septiembre de 2011, un MD-83 de siglas YV-348T en vuelo Puerto Ordaz-Maiquetía se regresa por fuga hidráulica.[18]

- El 07 de agosto de 2012 Se reventaron los cuatro neumáticos principales de la aeronave que cubría el vuelo Caracas-Maturín R7 710.  El avión al aterrizar hizo hidroplaneo y al entrar en una parte más seca de la pista, las ruedas explotaron por deslizarse en la pista debido al agua empozada en la pista.

- El 30 de agosto de 2013 Una aeronave pierde completamente la energía eléctrica durante el vuelo y realiza un aterrizaje de emergencia en el Aeropuerto Internacional La Chinita de Maracaibo.[19]